# Ronit Elkabetz

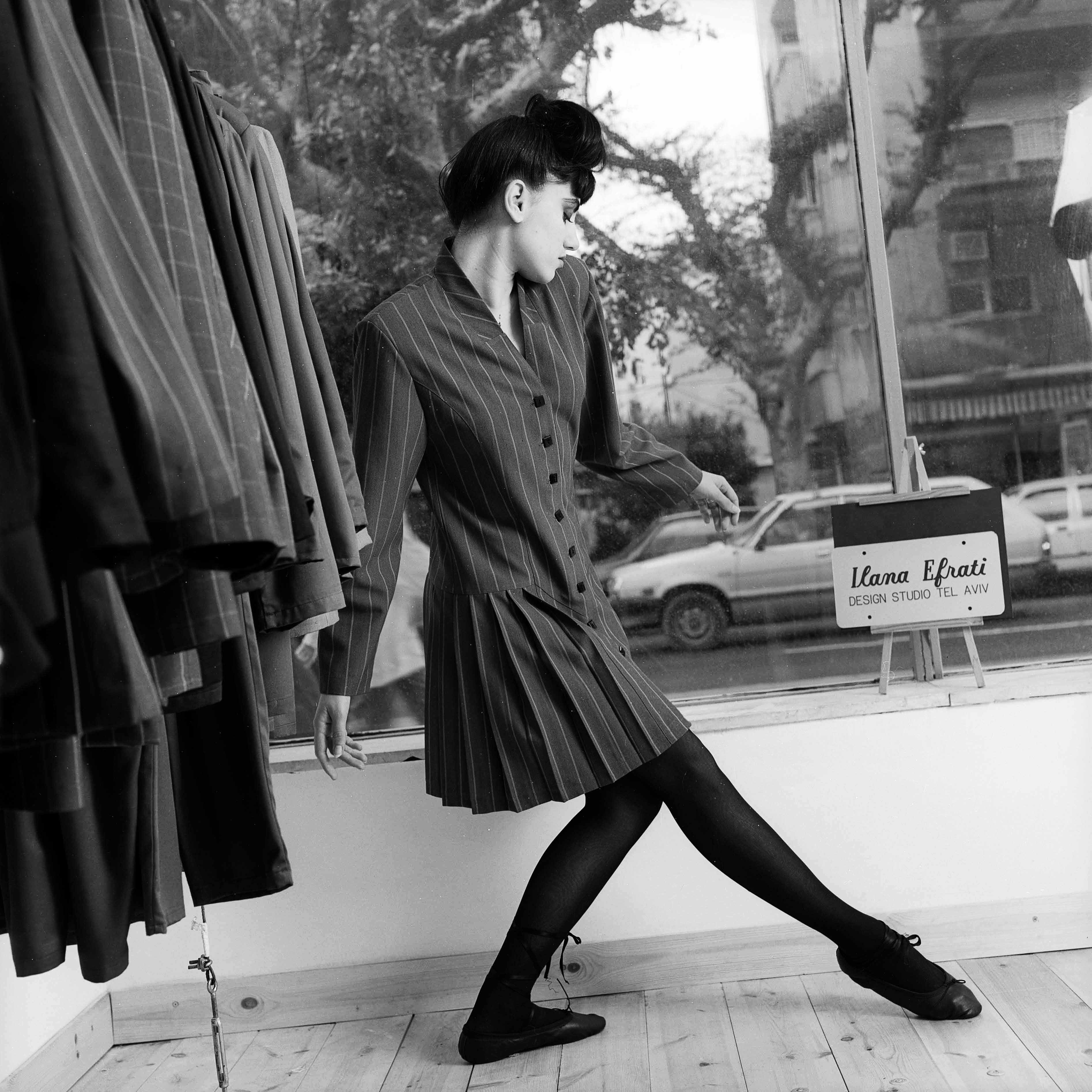
Ronit Elkabetz jako modelka

Ronit Elkabetz (ur. 27 listopada 1964 w Beer Szewie, zm. 19 kwietnia 2016 w Tel Awiwie) – izraelska aktorka i reżyserka filmowa. Występowała zarówno w izraelskim, jak i francuskim kinie. Trzykrotna zdobywczyni nagrody Ofir (izraelskiego Oscara), siedmiokrotnie nominowana do tego wyróżnienia.

## Życiorys
Ronit Elkabetz urodziła się w religijnej rodzinie marokańskich Żydów. Dorastała w Kirjat Jam. Matka była fryzjerką, ojciec urzędnikiem pocztowym. Znajomość kilku języków wyniosła jeszcze z domu: jej matka mówiła po francusku i arabsku, jednak ojciec nalegał na mówienie po hebrajsku.
Nigdy nie studiowała gry aktorskiej. Karierę rozpoczęła jako modelka. Mieszkała i pracowała w Paryżu i Tel Awiwie.
W 2015 przewodniczyła jury sekcji „Międzynarodowy Tydzień Krytyki” podczas 68. MFF w Cannes.
Zmarła na raka, z którym walczyła od dłuższego czasu.

## Życie prywatne
W 2010 roku poślubiła architekta Avnera Yasharona. Miała dwoje dzieci.

## Filmografia
- 2015: Trepalium (serial) jako Nadia
- 2014: Viviane chce się rozwieść[3] jako Viviane Amsalem. Film w reżyserii jej i jej brata Szlomiego Elkabetza.
- 2012: Zarafa jako Bubulina (głos)
- 2011: Edut
  - Lo roim alaich jako Lily
- 2010: Potop jako Miri Roshko
  - Les mains libres jako Barbara
  - Tête de turc jako Sibel (matka Bory)
- 2009: Cendres et sang (Ashes and Blood) jako Judith
  - Jaffa jako Osnat 'Ossi' Wolf
  - Dziewczyna z pociągu jako Judith
  - Cijon i jego brat jako Ilana
- 2008: L'endroit idéal jako Barbara
  - Siedem dni (Sziwa) jako Viviane Amsalem. Film w jej reżyserii.
- 2007: Przyjeżdża orkiestra (Bikur ha-tizmoret) jako Dina
- 2006-2009: Paraszat ha-szawua jako Elia Ben-David
- 2004: Wziąć sobie żonę (Welakachta lecha isza) jako Viviane Amsalem. Film w jej reżyserii.
  - Or jako Ruthie
- 2003–2004: serial Franco we-Spector, jako Dafna Spector
- 2003: Człowiek z sąsiedztwa (Alila) jako Ronit
- 2001: Origine contrôlée jako Sonia
  - Ślub mimo woli (Chatuna meucheret) jako Judith
- 2000: serial: Florentine, sezon 3, odcinki 5 i 6 jako Nicole
- 1997: serial: Sipurim kcarim al-ahawa, odcinek: Ben Gurion jako Ronit Alkavetz
- 1996: Milim
- 1995: Calechet
- 1994: Szchur jako Pnina
- 1992: Eddie King
- 1990: Ha-mejuhad jako Oszra